# The Entire History of You
«The Entire History of You» —en español: «Toda tu historia»— es el tercer y último episodio de la primera temporada de la serie de ciencia ficción distópica británica Black Mirror. Escrito por el creador de Peep Show, Jesse Armstrong, está dirigido por Brian Welsh y se estrenó el 18 de diciembre de 2011 a través de Channel 4.
El episodio transcurre en una realidad alternativa donde la mayoría de la gente registra todo lo que hace, ve y escucha en un dispositivo electrónico que se le implanta al nacer detrás de la oreja. Quienes lo llevan luego son capaces de reproducir lo grabado en una pantalla o en sus propios ojos. La historia nos presenta a Liam (Toby Kebbell) un joven abogado que empieza a sospechar que su mujer Ffion (Jodie Whittaker) mantiene una relación mucho más intensa de lo que pensaba con Jonas (Tom Cullen).
«Toda tu historia» ha recibido en general críticas positivas. En 2013, Robert Downey, Jr. propuso adaptar el episodio al cine de la mano de Warner Bros. y su propia productora Team Downey.

## Argumento
En una realidad alternativa, pero que corresponde con el mundo tal y como lo conocemos, la mayoría de la gente tienen implantado un dispositivo electrónico detrás de la oreja, similar a un grano de arroz, que graba todo lo que hace, ve u oye su portador. Posteriormente esa memoria pueda ser reproducida en los ojos de la misma persona, o en una pantalla ante el resto de las personas, en un proceso que llaman "revisar".
Liam Foxwell (Toby Kebbell) es un joven abogado casado con Ffion (Jodie Whittaker). Mantiene un buen nivel de vida, una relación de pareja feliz y ha sido recientemente padre de una niña llamada Jodie. Tras asistir a una evaluación para conseguir un nuevo trabajo en un bufete, tiene la sensación de que ésta no fue muy bien. Tras la reunión revisa la entrevista en su "memoria" y se percata de una frase no muy sincera sobre el resultado de la entrevista que le dijo el evaluador, lo que le causa una profunda desolación.
De vuelta a casa, asiste a una cena organizada por algunos amigos de su mujer. Ve a su mujer, Ffion, hablando con un hombre a quien no conoce y esta le presenta a Jonas (Tom Cullen). Durante la velada algunos de los amigos de su mujer se interesan por la evaluación para el trabajo y le sugieren revisarlo con él para poderle dar su opinión. Ante la incomodidad de la situación, Jonas interviene para evitarle a Liam la vergüenza de tener que proyectar las imágenes. Con la cena ya avanzada, Jonas se sincera cada vez más sobre su vida personal y confiesa que, gracias al dispositivo, puede revisar escenas de sexo de sus anteriores relaciones mientras se masturba. Liam empieza a sospechar, por la forma tan afectuosa con que Ffion parece mirar, tratar y reír los chistes sin gracia de Jonas, que ambos han mantenido o mantienen una relación. Gina (Mona Goodwin), una invitada a la cena, comenta que hace tiempo sufrió un ataque en el que le arrancaron violentamente el grano. Aunque muchos en la mesa coinciden en que tuvo suerte al conservar la visión, Gina afirma que prefiere vivir sin el dispositivo.
Acabada la reunión se desvela que Ffion había mantenido "un rollo" con Jonas hace años en Marrakech. Aunque ella ya se lo había mencionado a Liam, sin darle importancia y sin revelar con quién fue, al principio le dijo que duró una semana, luego un mes, y posteriormente admite que fueron seis meses. Esta ocultación convierte a Liam en alguien aún más paranoico e insiste en repasar las imágenes y exigirle explicaciones a Ffion sobre lo que dijo e hizo. Ffion, cada vez más incómoda con ese constante interrogatorio, se pelea con Liam. Aunque Liam posteriormente se disculpa en el dormitorio y comienzan a mantener relaciones sexuales, en realidad ambos están revisando antiguas y más apasionadas escenas de sexo de su propia relación. Al acabar, Liam vuelve al piso de abajo y, bebiendo, revisa una y otra vez las imágenes de Jonas contando las confidencias de la cena. 
A la mañana siguiente, Liam discute con Ffion por su comportamiento con Jonas y le descubre nuevas imágenes que revelan que ambos, con Liam presente, se estaban besando durante una fiesta. Ella discute, afirmando que esa relación sucedió hace muchos años, que ya es algo olvidado y que ya hace mucho que no siente ningún interés por Jonas. Liam, borracho, conduce hasta la casa de Jonas. Una vez allí encara a Jonas por esa relación con Ffion y lo amenaza violentamente con arrancarle el grano si no elimina todas las imágenes que tiene almacenadas de ella. Jonas obedece y Liam abandona la casa marchándose en su coche. En el camino de vuelta tiene un accidente y, tras estrellarse, pierde el conocimiento.
Al recobrar la consciencia, Liam revisa sus últimas imágenes, con cada vez mayor horror, y vuelve caminando a casa para enfrentarse a Ffion. Durante el forcejeo con Jonas éste proyectó las imágenes de Ffion en la pantalla antes de eliminarlas, y Liam vio un archivo que probaba que Jonas y Ffion habían tenido su último encuentro sexual hacía sólo dieciocho meses, justo en la época en que su hija Jodie fue concebida. Ffion se ve forzada a admitir su infidelidad a Liam, argumentando que fue cuando Liam se fue temporalmente de casa tras una pelea, pero insiste que ella y Jonas utilizaron preservativo y que Liam es el padre del bebé. Liam le exige revisar las imágenes de su "memoria" para comprobarlo. Aunque Ffion se niega finalmente accede y, cuando lo ven, el video deja patente que Ffion y Jonas no utilizaron preservativo.
En las escenas finales del episodio, Liam se ve vagando alrededor de su casa, ahora vacía, revisando recuerdos felices con Ffion y Jodie. Frente al espejo del cuarto de baño, con una cuchilla de afeitar y unas tenazas de manicura, se arranca violentamente el grano mientras pasan imágenes antiguas de su relación con Ffion. La pantalla, de repente, se funde a negro y surgen los títulos de crédito.

## Reparto
- Toby Kebbell - Liam Foxwell
- Jodie Whittaker - Ffion Foxwell
- Tom Cullen - Jonas
- Amy Beth Hayes - Lucy
- Rebekah Staton - Colleen
- Rhashan Stone - Jeff
- Phoebe Fox - Hallam
- Jimi Mistry - Paul
- Daniel Lapaine - Max
- Karl Collins - Robbie
- Elizabeth Chan - Leah
- Mona Goodwin - Gina
- Kemal Sylvester - Agente de seguridad del aeropuerto
- Jackson Kai - Enfermera
- Chris Martin Hill - Agente de policía
- Bryony Neylan-Francis - Trabajadora sexual

## Recepción crítica
Paco Silva Martínez, en su crítica para Cinéfagos, concluye: "Toda Tu Historia es a la televisión lo que La Red Social al cine. Es una tesis formidable sobre la condición humana, sobre como nos comportamos en una época en la que la tecnología nos rodea. Me atrevería a decir que cada capítulo de Black Mirror es de un género distinto (...) este último, terror psicológico. También tengo que destacar el exquisito acabado técnico del mismo. Fotografía bella y sombría, montaje pausado, música original."
En El Solitario de Providence se hace una valoración positiva del episodio reseñando: "La idea que plantea es muy interesante. Es cierto que la memoria nos engaña continuamente y mucha gente no lo sabe. Tendría sentido el uso de un aparato así, que cambiara la forma en que vivimos. Si ya es habitual darle vueltas en la cabeza hasta hacer una bola con cualquier acontecimiento que nos haya pasado y nos deje preocupados (...) ¿No será que la memoria nos engaña porque es lo mejor para nosotros? Los recuerdos se modifican para adaptarlos a nuestro presente y hacernos más llevadera la vida."
The A.V. Club valoró el episodio con la calificación A- concluyendo: "Como parábola horripilante y actualizada, que cuenta una historia tan antigua como el tiempo, Toda Tu Historia es bastante excepcional. Avanza a un clímax que la audiencia puede haber adivinado (Liam fuerza a Ffion a mostrarle su último y reciente encuentro con Jonas) pero, inteligentemente, no lo muestra en pantalla. Cada vez que un personaje reproduce algo de su dispositivo en sus ojos éstos brillan pálidamente mientras se accede a las imágenes dándoles un look demoníaco. Estoy seguro que eso fue una decisión deliberada."
Den Of Geek valora de forma positiva el episodio: "Como es habitual con la ciencia ficción, Toda Tu Historia explora los escollos de la tecnología futura. Dado nuestro actual gusto para compartir fragmentos cuidadosamente seleccionados de nuestra vida personal en internet, la idea de personas en el futuro grabando y compartiendo vivencias no es tan extraña. La forma en que el episodio la muestra es bastante convincente y extremadamente misteriosa."
El periódico The Telegraph otorgó al episodio una puntuación de 3 sobre 5 estrellas y escribió: "Este fue el menos efectivo de los episodios de Black Mirror, ya que el elemento tecnológico no es tan crucial en el desarrollo de la trama. La gente celosa siempre encontrara formas de destruir sus relaciones sin el recurso a los bancos de memoria."
El periódico Metro calificó al episodio como una A e indicó: "El último episodio de Black Mirror de esta noche me dejó sentado frente a una pantalla apropiadamente negra con la expresión de un hombre que acaba de ver el asesinato de una camada entera de gatitos."